# Gerolamo Boccardo
Gerolamo Boccardo (* 16. März 1829 in Genua; † 1904 in Rom) war ein italienischer Nationalökonom und Politiker.
Boccardo lenkte schon frühzeitig durch seine Arbeiten die Aufmerksamkeit Cavours auf sich. Er war Professor der Nationalökonomie an der Universität Genua, ab 1877 Senator des Königreichs Italien und ab 1888 Mitglied des italienischen Staatsrats. Auch in der kommunalen Politik war er aktiv, darunter als Mitglied des Stadtrats von Genua (1859–1888). Als vielseitiger Autor schrieb er Werke über Wirtschaft, Handelsrecht, Geschichte und Naturwissenschaften. Sein Hauptwerk ist der Trattato teorico-pratico di economia politica.
Boccardo leitete das Erscheinen der neuen Ausgabe der Nuova enciclopedia italiana und veröffentlichte als Herausgeber der Biblioteca dell' economista in Italien die Werke vieler ausländischer Wirtschaftswissenschaftler wie Karl Marx, Ferdinand Lassalle, William Stanley Jevons und Léon Walras.
Er gehörte verschiedenen wissenschaftlichen Gesellschaften an, darunter der Accademia dei Lincei seit 1870.  Außer dem Zivilverdienstorden von Savoyen erhielt er auch verschiedene Stufen des Ordine dei SS. Maurizio e Lazzaro und des Ordine della Corona d’Italia.

## Werke

### Wirtschaft
- Trattato teorico-pratico di economia politica (1853), 3 Bde.
- Storia del commercio
- Dizionario dell' economia politica e del commercio (1857–1863), 4 Bde.
- Note e memorie di un economista (1873)
- Dell' applicazione dei metodi quantitativi alle scienze economiche (1875)
- Le banche ed il corso forzato (1879)
- Sul riordinamento delle banche in Italia (1881)

### Geschichtswerke
- Antichità romane e greche
- Corso di storia universale, 5 Bde.
- Feste, giuochi e spettacoli

### Naturwissenschaftliche Werke
- La natura e l'uomo
- Fisica del globo
- La terra e la sua progressiva conquista